# 喬納森·阿莫斯
喬納森·阿莫斯（？—），是一位英國籍電影和電視劇編輯，以及故事片編輯。他參與過《軍情五處》、《幽靈與派對動物》、《新街頭法》等電視劇的製作，以及電影作品《歪小子史考特》（2010年）、《地球兩萬天》（2014年）、《柏靈頓熊熊出任務》（2017年）和《玩命再劫》（2017年）的剪輯工作。他曾獲得英國電影和電視藝術學院最佳剪輯獎，並曾被提名奧斯卡最佳影片剪輯獎。此外，他還是2018年電影《淘金殺手》的聯合剪輯師。

## 外部連結
- 喬納森·阿莫斯在互联网电影资料库（IMDb）上的資料（英文）